# مایدر تویریا
مایدر تویریا (اسپانیایی: Maider Tellería‎؛ زادهٔ ۱۴ ژوئیهٔ ۱۹۷۳) بازیکن هاکی روی چمن اهل اسپانیا است که در مسابقات کشوری و بین‌المللی در مجموع برندهٔ ۱ مدال طلا، ۲ مدال نقره شده‌است.